# Guacamole
Guacamole er en traditionel mexicansk dip eller sauce, som traditionelt består af moset avocado, løg og tomat. Navnet guacamole stammer fra Nahuatl: Ahuacamulli, der er dannet ud fra ordene Ahuacatl (= "avocado") + mulli (= "sauce"). Moderne varianter indeholder ofte hvidløg, limesaft, koriander og jalapeños.